# Шафер, Юрий Георгиевич
Юрий Георгиевич Ша́фер (1909—1991) — советский космофизик, лауреат Сталинской премии.

## Биография
Родился 1 (14 сентября) 1909 года в Иркутске.
Выпускник физического отделения ТГУ (1932).
С 1932 года лаборант, затем научный сотрудник Сибирского физико-технического института, одновременно в 1933—1934 гг. — заведующий физическим отделением (с 1933 года — физико-математический факультет) ТГУ.
С 1935 года — старший преподаватель, заведующий кафедрой физики Якутского педагогического института.
С января 1942 года в РККА, политработник в 16-й Воздушной и 8-й Гвардейской армиях, гвардии майор. В 1945—1946 годах служил в ГСОВГ. Член ВКП(б) с 1941 года.
В 1947—1952 годах заведующий станцией № 1 Якутской научно-исследовательской базы АН СССР. С 1952 года — заведующий лабораторией космических лучей Якутского филиала АН СССР (с 1958 года — лаборатория физических проблем, с 1961 года — Якутская геофизическая лаборатория).
В 1962—1987 годах директор созданного по его инициативе Института космофизических исследований и аэрономии при Якутском филиале (ЯФ) АН СССР. С 1987 года — главный научный сотрудник лаборатории космических лучей этого института.
Занимался исследованиями стратосферы и околоземного космического пространства.
Кандидат (1951), доктор физико-математических наук (1970). С 2003 года его имя носит Институт космофизических исследований и аэрономии.
Умер 27 сентября 1991 года в Якутске.

## Награды и премии
- Сталинская премия третьей степни (1950) — за разработку конструкции аппаратуры для изучения космических лучей
- заслуженный деятель науки ЯАССР (1957)
- заслуженный деятель науки и техники РСФСР (1971).
- орден Красной Звезды (18.4.1944)
- орден Красного Знамени (7.5.1945)
- орден Отечественной войны I степени (18.2.1945; 6.4.1985)
- орден Трудового Красного Знамени
- медали